# Massimo Lolli
Massimo Lolli (Portici, 12 luglio 1960) è uno scrittore italiano.

## Biografia
Nato a Portici nel 1960, vive a Vicenza dove lavora come manager aziendale.
Autore di libri spesso incentrati sulle problematiche del mondo del lavoro, dal suo romanzo Volevo solo dormirle addosso pubblicato nel 1998 è stato tratto l'omonimo film nel 2004 per la regia di Eugenio Cappuccio.
Tra le opere successive, Io sono tua del 2003, Il lunedì arriva sempre di domenica pomeriggio del 2009 e Le cinque regole del corteggiamento del 2012.

## Opere principali

### Romanzi
- Volevo solo dormirle addosso, Arezzo, Limina, 1998 ISBN 88-86713-74-6.
- Io sono tua, Casale Monferrato, Piemme, 2003 ISBN 88-384-7392-7.
- Il lunedì arriva sempre di domenica pomeriggio, Milano, Mondadori, 2009 ISBN 978-88-04-58443-8.
- Le cinque regole del corteggiamento, Milano, Mondadori, 2012 ISBN 978-88-04-61606-1.

### Miscellanea
- Innamorarsi di una milanese, Milano, Archinto, 1995 ISBN 88-7768-159-4.

## Adattamenti cinematografici
- Volevo solo dormirle addosso, regia di Eugenio Cappuccio (2004)